# Hogna inhambania
Hogna inhambania är en spindelart som beskrevs av Roewer 1955. Hogna inhambania ingår i släktet Hogna och familjen vargspindlar.
Artens utbredningsområde är Moçambique. Inga underarter finns listade i Catalogue of Life.